# مهدی محبتی
مهدی محبتی (متولد ۱۳۴۴) نویسنده و پژوهشگر ادبیات فارسی در حوزه ی نقد ادبی و عرفان‌و استاد تمام  دانشگاه زنجان ودارنده ی نشان عالی یونسکو 
کتاب از معنا تا صورت و کتاب قرن های بی‌زمان  از آثار دکتر مهدی محبتی، به‌عنوان کتابِ شایستهٔ تقدیر در مراسم جایزهٔ جلال آل‌احمد و کتاب سال ایران معرفی شده اند. 

## آثار
- قرن های بی زمان ۱۴۰۰ ( منتخب کتاب سال ۱۴۰۰ )
- ابن فارض _ زندگی ، شخصیت و شعر _ به همراه درآمدی بر شعر صوفیانه.    هرمس ۱۳۹۹
- ترجمه رساله قشیریه، مقدمه وتصحیح وشرح و تعلیق، هرمس، تهران ،۱۳۹۱چاپ دوم ۱۳۹۶
- الرساله القشیریه (متن عربی)، تصحیح و تطبیق و تعلیق، هرمس، تهران، ۱۳۹۱
- آینه‌های خندان (رمان)، هرمس ،۱۳۹۵
- پیمانه های بی پایان، جلد ۱و۲، هرمس، تهران، ۱۳۸۹چاپ سوم، ۱۳۹۷
- از معنا تا صورت؛ جلد ۱و۲، نشرسخن، تهران ،۱۳۸۸(برندهٔ جایزهٔ ادبی جلال آل احمد وبرگزیده کتاب سال۱۳۹۰) تهران ،۱۳۸۹ چاپ دوم ۱۳۹۰
- غصه ی نان ،اکسیر جان (برگزیده ی بهترین قصه های عطار نیشابوری ) در دو جلد قصه های منظوم و منثور ، پارسه، تهران  ۱۴۰۲
- پنجره‌های زندگانی (منتخبی از ادبیات ایران و جهان)، روزگار، تهران، ۱۳۷۸
- زلف عالم آرا (شناخت رموز عارفانه در شعر فارسی)، رشد، تهران، ۱۳۷۹
- سیمرغ در جستجوی قاف (سیر تحول عقلانیت در ادب فارسی)، سخن، تهران، ۱۳۷۹، چاپ دوم، ۱۳۸۲
- بدیع نو، سخن، تهران، ۱۳۸۰، چاپ سوم ،۱۳۸۷
- صدای رویش خیال (نگاهی تازه به افکار و اشعار اقبال لاهوری)، زهد، تهران، ۱۳۷۹
- بهار در بهار (فشرده، مقدمه و تعلیقات بر سبک‌شناسی بهار)، روزگار، تهران، ۱۳۸۱
- پهلوان در بن‌بست (دربارة هنر قصه در شاهنامه) سخن، تهران، ۱۳۸۱
- فارسی عمومی نو، سخن، تهران، ۱۳۸۱، چاپ هفتم، ۱۳۹۷
- ترجمه اللمع فی التصوف، تألیف ابونصر سراج طوسی، ترجمه از عربی، اساطیر، تهران، ۱۳۸۲، چاپ ششم
- قصه و قصه گویی در اسلام، نشر چشمه، تهران ،۱۳۸۶، چاپ دوم، ۱۳۸۸
- کارنامه مولوی پژوهی در ایران، پژوهشکده مطالعات فرهنگی و اجتماعی، تهران ،۱۳۸۷(ترجمه شده به انگلیسی در دو جلد
- دانش ودانشمند در ادبیات فارسی، پژوهشکده مطالعات فرهنگی واجتماعی، تهران ،۱۳۸۸
- پوشش وحجاب زن در ادبیات فارسی، جلد ۱و۲، پژوهشکده مطالعات فرهنگی، ۱۳۸۹
- شناخت نامه زبان و ادبیات فارسی، سخن، تهران، ۱۳۸۹چاپ پنجم
- نقد ادبی در ادبیات کلاسیک فارسی، سخن، تهران ،۱۳۹۲
- در جدال با خویشتن –نقد و تحلیل و توضیح مقالات شمس همراه با گزیده آن –نشر پارسه، تهران ،۱۳۹۹ ، چاپ چهارم
- فارسی عمومی نو ، نشر پارسه ، چاپ چهارم